# Terenciano Mauro
Terenciano Mauro (em latim, Terentianus Maurus) foi um poeta e gramático latino dos séculos II e III d. C. (floruit século II)
Pouco se sabe sobre ele. Era da Mauritânia e compôs um manual em versos sobre prosódia e métrica com o título De litteris, syllabis, pedibus, metris' ("Sobre as letras, sílabas e metros") aplicado sobretudo a exemplos de Horácio. O autor troca de métrica cada vez que trata de um verso ou estrofe diferente. Essa obra, esquecida durante a Idade Média, foi redescoberta em 1493 e novamente perdida depois de impressa pela primeira vez, em Milão (1497). A edição mais famosa é a de Simon de Colines, de 1531. A edição mais recente é a de Chiara Cignolo, de 2002.
Nessa obra aparece pela primeira vez uma expressão latina que ficou famosa, habent sua fata libelli, trecho do verso Pro captu lectoris habent sua fata libelli ("da capacidade do leitor depende o destino dos escritos").